# Jiande
Jiande (建德 ; pinyin : Jiàndé) est une ville de la province du Zhejiang en Chine. C'est une ville-district placée sous la juridiction administrative de la ville sous-provinciale de Hangzhou.

## Démographie
La population du district était de 506 661 habitants en 1999.